# Слободан Шијан
Слободан Шијан (Београд, 16. новембра 1946), српски је филмски и ТВ редитељ, сценариста, филмски критичар, сликар и дописни члан Српске академије наука и уметности.

## Биографија
Његов отац био је генерал ЈНА и народни херој Милан Шијан.
У Београду је завршио сликарство на Академији ликовних уметности и филмску режију на Факултету драмских уметности. У периоду од 1965 — 1980, активно се бави ликовном уметношћу. У почетку, близак је групи Медијала, да би касније својим радом наступао у оквиру Нове уметничке праксе 70-их.
Као редитељ, бавио се експерименталним филмом, радио је телевизијске емисије и филмове, да би се почетком 80-их укључио и у професионалну кинематографију. Објавио је текстове о филму у домаћим и страним филмским часописима, а приредио је и неколико књига и публикација о домаћим и страним филмским редитељима. Током 1990. и 1991. године био је директор Југословенске кинотеке у Београду.
Члан је Удружења ликовних уметника Србије (УЛУС); Удружења филмских уметника Србије (УФУС); Европске филмска академија (2014–).
Године 1996, у анкети Академије за филмску уметност и науку, организованој поводом 100-годишњице филма у Србији, његов филм „Ко то тамо пева“ (1980) проглашен је за најбољи југословенски филм снимљен у току последњих 50 година. Професор је филмске режије на Факултету драмских уметности и на Академији уметности „Браћа Карић“ у Београду.
Од 2001 предаје на Loyola Marymount универзитету у Калифорнији.

## Награде
Додељена му је Награда за целокупно стваралаштво и допринос српској кинематографији Удружења филмских уметника Србије.
Остала признања и награде које је добио за свој рад:
- Октобарска награда Града Београда, за филм „Ко то тамо пева“, Београд, (1981);
- Награда породице Чарлија Чаплина, за филм „Ко то тамо пева“, Тhe 1st Festival of Film Comedy, Вевеј, Швајцарска (1981);
- Специјална награда жирија (Prix special du jury), за филм „Ко то тамо пева“, World Film Festival, Монтреал, Канада (1981);
- Награда публике, International Film Festival Rotterdam, Ротердам, Холандија (1981);
- Награда „Велики екран“ Београд-филма за режију најгледанијег филма, за филм „Маратонци трче почасни круг“,  Београд (1982);
- Награда жирија (Prix du jury), за филм „Маратонци трче почасни круг“, World Film Festival, Монтреал, Канада (1982);
- Главна награда (Grand prix), за филм „Ко то тамо пева“, Salamanca Film Festival, Саламанка, Шпанија (1982);
- Награда Georges Sadoul, за филм „Ко то тамо пева“, Француска (1982);
- Најбољи сценарио према књижевном делу, за филм „Како сам систематски уништен од идиота“, Фестивал филмског сценарија, Врњачка бања (1983);
- Награда филмске критике, за филм „Давитељ против давитеља“, Фестивал југословенског филма у Пули, Хрватска (1984);
- Почасни грађанин Монпељеа, Фестивал медитеранског филма, Француска (1984);
- Најбољи југословенски филм, за филм „Ко то тамо пева“, Академија филмских уметности и наука (1996);
- Награда за животно дело, Grossmann 07 Festival, Љутомер, Словенија (2007);
- Награда „Традиција авангарде“ за допринос авангардној уметности, Фонд Вујице Решина Туцића и Војислава Деспотова, Зрењанин (2014);
- Награда „Александар Лифка“ за изузетан допринос европском филму, Фестивал европског филма Палић (2016);
- Специјално признање „Живојин Жика Павловић“ за афирмацију филмске уметности у свету, Лесковачки интернационални фестивал филмске режије (ЛИФФЕ), Лесковац (2018);
- Програм Cannes Classics који приказује ремек-дела светског филма, за филм „Ко то тамо пева“, Француска (2020);

## Филмографија

### Редитељ
- 1975 — Сунце те чува
- 1976 — Похвала свету
- 1976 — Све што је било лепо
- 1977 — Шта се догодило са Филипом Прерадовићем
- 1978 — Најлепша соба
- 1979 — Градилиште
- 1979 — Инг. угоститељства
- 1979 — Кост од мамута
- 1980 — Ко то тамо пева
- 1982 — Маратонци трче почасни круг
- 1983 — Како сам систематски уништен од идиота
- 1984 — Давитељ против давитеља
- 1988 — Тајна манастирске ракије
- 2003 — Сироти мали хрчки 2010
- 2007 — С. О. С. — Спасите наше душе
- 2023 — Буди Бог с нама

### Писац
- 1983 — Како сам систематски уништен од идиота
- 1984 — Давитељ против давитеља